# Texas State Historical Association
La Texas State Historical Association (in italiano Associazione storica dello Stato del Texas), abbreviata in TSHA, è un'organizzazione educativa senza fini di lucro atta a diffondere la conoscenza della storia del Texas. Fu fondata il 2 marzo 1897 e l'attuale direttore esecutivo è J. Kent Calder.